# Campionat del Món de motociclisme de 1957
La temporada de 1957 del Campionat del món de motociclisme fou la 9a edició d'aquest campionat, organitzat per la FIM.
Aquella temporada va marcar el final d'una època daurada dels Grans Premis. Durant la dècada del 1950 hi havia hagut una gran varietat de marques competint, entre elles, equips oficials d'AJS, Norton, Gilera, MV Agusta, Moto Guzzi i BMW. Eren, per tant, sis fàbriques que hi participaven amb motos monocilíndriques, bicilíndriques i tretracilíndriques. Afegint-hi les Norton i les Matchless de pilots privats, el campionat era molt disputat. Aleshores, de forma inesperada, les empreses italianes van capgirar la situació en anunciar que es retirarien de les curses al final de la temporada de 1957, adduint l'augment dels costos i la davallada en les vendes de motocicletes. MV Agusta va acceptar la retirada inicialment, però després va canviar de parer. L'empresa va arribar a aconseguir 17 mundials consecutius de 500cc a partir de 1958.

## Canvis tècnics
El 1957 també va marcar una nova era en altres aspectes amb la prohibició dels carenats integrals aerodinàmics (anomenats dustbin fairing en anglès) de cara a la temporada següent, a causa de la seva perillosa inestabilitat amb vents creuats.
Un altre presagi del canvi va ser la introducció de motors de dos temps a les curses. Una empresa de l'Alemanya Oriental aleshores desconeguda, anomenada MZ, hi va aconseguir una bona posició a les curses de Nürburgring, tot i que poca gent veia els motors de dos temps com a una amenaça real per als potents motors de quatre temps.

## Campions del món
Pilots
| 125cc             | 250cc          | 350cc          | 500cc           |
| ----------------- | -------------- | -------------- | --------------- |
| Tarquinio Provini | Cecil Sandford | Keith Campbell | Libero Liberati |

Constructors
| 125cc   | 250cc   | 350cc  | 500cc  |
| ------- | ------- | ------ | ------ |
| Mondial | Mondial | Gilera | Gilera |

Sidecars
| Pilot / Passatger                    | Constructor |
| ------------------------------------ | ----------- |
| Fritz Hillebrand / Manfred Grundwald | BMW         |

## Grans Premis

### Sistema de puntuació
Barem de puntuació de 1950 a 1968:
| Posició | 1 | 2 | 3 | 4 | 5 | 6 |
| Punts   | 8 | 6 | 4 | 3 | 2 | 1 |

Resultats comptabilitzats:
- A totes les categories (125cc, 250cc, 350cc, 500cc i Sidecars), es comptaven només els quatre millors resultats.

### Calendari
| Cursa | Data          | Gran Premi                | Circuit                  |
| ----- | ------------- | ------------------------- | ------------------------ |
| 1     | 19 de maig    | Gran Premi d'Alemanya     | Hockenheimring           |
| 2     | 7 de juny     | IOM TT                    | Snaefell i Clypse Course |
| 3     | 29 de juny    | Dutch TT                  | Assen                    |
| 4     | 7 de juliol   | Gran Premi de Bèlgica     | Spa-Francorchamps        |
| 5     | 10 d'agost    | Gran Premi de l'Ulster    | Dundrod                  |
| 6     | 1 de setembre | Gran Premi de les Nacions | Monza                    |

### Guanyadors
| Cursa | Gran Premi                | 125cc             | 250cc             | 350cc           | 500cc           | Resultats |
| ----- | ------------------------- | ----------------- | ----------------- | --------------- | --------------- | --------- |
| 1     | Gran Premi d'Alemanya     | Carlo Ubbiali     | Carlo Ubbiali     | Libero Liberati | Libero Liberati | Resultat  |
| 2     | IOM TT                    | Tarquinio Provini | Cecil Sandford    | Bob McIntyre    | Bob McIntyre    | Resultat  |
| 3     | Dutch TT                  | Tarquinio Provini | Tarquinio Provini | Keith Campbell  | John Surtees    | Resultat  |
| 4     | Gran Premi de Bèlgica     | Tarquinio Provini | John Hartle       | Keith Campbell  | Libero Liberati | Resultat  |
| 5     | Gran Premi de l'Ulster    | Luigi Taveri      | Cecil Sandford    | Keith Campbell  | Libero Liberati | Resultat  |
| 6     | Gran Premi de les Nacions | Carlo Ubbiali     | Tarquinio Provini | Bob McIntyre    | Libero Liberati | Resultat  |

### Accidents mortals
- Charlie Salt es va morir arran d'un accident a la cursa de 500cc del TT de l'Illa de Man.[2]
- Josef Knebel es va morir arran d'un accident durant els entrenaments de la cursa dels sidecars del Dutch TT.[3]
- Roberto Colombo es va morir arran d'un accident durant els entrenaments de la cursa de 350cc del Gran Premi de Bèlgica.[4]

## Classificació dels pilots

### 500 cc
| Pos | Pilot                   | Moto                            | GER · | IOM · | NED · | BEL · | ULS · | NAT · | Pts |
| --- | ----------------------- | ------------------------------- | ----- | ----- | ----- | ----- | ----- | ----- | --- |
| 1   | Libero Liberati         | Gilera                          | 1     |       | 2     | 1     | 1     | 1     | 38  |
| 2   | Bob McIntyre            | Gilera                          | 2     | 1     | Ret   |       | 2     |       | 20  |
| 3   | John Surtees            | MV Agusta                       | Ret   | 2     | 1     | Ret   | Ret   | 4     | 17  |
| 4   | Geoff Duke              | Gilera                          |       |       |       |       | 3     | 2     | 10  |
| 5   | Jack Brett              | Norton                          |       | Ret   | 4     | 2     | Ret   |       | 9   |
| 6   | Walter Zeller           | BMW                             | 3     | Ret   | 3     | Ret   |       |       | 8   |
| 7   | Keith Bryen             | Matchless / Norton / Moto Guzzi |       | 13    | 6     | 3     | 5     |       | 7   |
| 8   | Dickie Dale             | Moto Guzzi                      | 4     | 4     |       |       |       |       | 6   |
| 9   | Alfredo Milani          | Gilera                          |       |       |       | Ret   |       | 3     | 4   |
| 10  | Bob Brown               | Gilera                          |       | 3     |       |       |       |       | 4   |
| 11  | Terry Sheperd           | MV Agusta                       | 5     |       | Ret   |       | 6     | 6     | 4   |
| 12  | Derek Minter            | Norton                          |       | 16    | 9     | 4     |       |       | 3   |
| 13  | Geoffrey Tanner         | Norton                          |       | 28    |       |       | 4     |       | 3   |
| 14  | Ernst Hiller            | BMW                             | 6     |       | 5     |       |       |       | 3   |
| 15  | Mike O'Rourke           | Norton                          |       | 29    | 10    | 5     |       |       | 2   |
| 16  | Keith Campbell          | Moto Guzzi                      | Ret   | 5     | Ret   | Ret   | Ret   |       | 2   |
| =   | Umberto Masetti         | MV Agusta                       | Ret   |       | Ret   |       |       | 5     | 2   |
| 18  | Hans-Günter Jäger       | Norton / BMW                    |       |       | Ret   | 6     |       | 13    | 1   |
| 19  | Alan Trow               | Norton                          |       | 6     |       |       |       |       | 1   |
| 20  | John Hempleman          | Norton                          |       | Ret   | 7     | Ret   | 11    |       | 0   |
| 21  | Carlo Bandirola         | MV Agusta                       |       |       |       |       |       | 7     | 0   |
| =   | Alistair King           | Norton                          |       | 7     |       |       |       |       | 0   |
| =   | Robert Matthews         | Norton                          |       |       |       |       | 7     |       | 0   |
| =   | Ernst Riedelbauch       | BMW                             | 7     |       |       |       |       |       | 0   |
| 25  | Jimmy Buchan            | Norton                          |       | 9     |       |       | 8     |       | 0   |
| 26  | Roger Barker            | Norton                          |       | 10    | 8     |       |       |       | 0   |
| 27  | Gerold Klinger          | BMW                             | Ret   |       | Ret   | Ret   |       | 8     | 0   |
| 28  | Eugen Hagenlocher       | BMW                             | 8     |       |       |       |       |       | 0   |
| =   | Peter Murphy            | Matchless                       |       | 8     |       |       |       |       | 0   |
| 30  | Alois Huber             | BMW                             | 9     |       |       |       |       | 11    | 0   |
| 31  | John Clark              | Moto Guzzi                      |       | Ret   | Ret   | Ret   | 9     |       | 0   |
| =   | John Hartle             | Norton                          |       |       | Ret   | Ret   | Ret   | 9     | 0   |
| 33  | Jack Wood               | Norton                          |       | Ret   |       |       | 10    |       | 0   |
| 34  | Giuseppe Cantoni        | Gilera                          |       |       |       |       |       | 10    | 0   |
| 35  | Ken Tostevin            | Norton                          |       | 18    | 11    |       |       |       | 0   |
| 36  | Bernard Codd            | Norton                          |       | 11    |       |       |       |       | 0   |
| =   | Jacques Insermini       | Norton                          | 11    |       |       |       |       |       | 0   |
| 38  | Denis Christian         | Matchless                       |       | Ret   |       |       | 12    |       | 0   |
| 39  | Austin Carson           | Norton                          | 12    |       |       |       |       |       | 0   |
| =   | Frank Fox               | Norton                          |       | 12    |       |       |       |       | 0   |
| =   | Francesco Guglieminetti | Norton                          |       |       |       |       |       | 12    | 0   |
| =   | Priem Rozenberg         | BMW                             |       |       | 12    |       |       |       | 0   |
| 43  | Fred Wallis             | BSA                             |       | Ret   |       |       | 13    |       | 0   |
| 44  | Kees Koster             | Norton                          |       |       | 13    |       |       |       | 0   |
| =   | Nino Tagli              | Gilera                          |       |       |       |       |       | 13    | 0   |
| 46  | Ralph Rensen            | Norton                          |       | Ret   |       |       | 14    |       | 0   |
| 47  | Peter Davey             | Norton                          |       | 14    |       |       |       |       | 0   |
| =   | Anton Elbersen          | Norton                          |       |       | 14    |       |       |       | 0   |
| 49  | Derek Powell            | Matchless                       |       | Ret   |       |       | 15    |       | 0   |
| =   | George Catlin           | Norton                          |       | 15    |       | Ret   |       |       | 0   |
| 51  | Vernon Cottle           | Norton                          |       |       |       |       | 16    |       | 0   |
| 52  | Don Chapman             | Norton                          |       | Ret   |       |       | 17    |       | 0   |
| 53  | George Costain          | Norton                          |       | 17    |       |       |       |       | 0   |
| 54  | Dick Thomson            | Norton / Matchless              | Ret   | Ret   |       |       | 18    |       | 0   |
| 55  | Ben Denton              | Norton                          |       | 19    |       |       |       |       | 0   |
| =   | Jimmy Jones             | Norton                          |       |       |       |       | 19    |       | 0   |
| 57  | Harry Lowe              | BSA                             |       | 27    |       |       | 20    |       | 0   |
| 58  | John Anderson           | Norton                          |       | 20    | Ret   | Ret   |       |       | 0   |
| 59  | Harry Grant             | BSA                             |       | Ret   |       |       | 21    |       | 0   |
| 60  | Louis Carr              | Matchless                       |       | 21    |       |       |       |       | 0   |
| 61  | Martin Brosnan          | Norton                          |       |       |       |       | 22    |       | 0   |
| =   | Stan Setaro             | Norton                          |       | 22    |       |       |       |       | 0   |
| 63  | Tommy Holmes            | BSA                             |       |       |       |       | 23    |       | 0   |
| =   | Arthur Wheeler          | Moto Guzzi                      |       | 23    |       |       |       |       | 0   |
| 65  | Ray Fay                 | Norton                          |       | 24    |       |       |       |       | 0   |
| =   | Jimmy Hayes             | AJS                             |       |       |       |       | 24    |       | 0   |
| 67  | Bob Coulter             | BSA                             |       |       |       |       | 25    |       | 0   |
| =   | Ken Tully               | Norton                          |       | 25    |       |       |       |       | 0   |
| 69  | M. Hall                 | Norton                          |       |       |       |       | 26    |       | 0   |
| =   | Ken Willis              | Norton                          |       | 26    |       |       |       |       | 0   |
| 71  | Bill Robertson          | Norton                          |       | 30    |       |       |       |       | 0   |
| 72  | Roly Capner             | Norton                          |       | 31    |       |       |       |       | 0   |
| 73  | Ernie Barrett           | Norton                          |       | 32    |       |       |       |       | 0   |
| 74  | Robert King             | Norton                          |       | 33    |       |       |       |       | 0   |
| 75  | Arnold Jones            | AJS                             |       | 34    |       |       |       |       | 0   |
| 76  | Basil King              | Norton                          |       | 35    |       |       |       |       | 0   |
| 77  | Llewlyn Ranson          | Norton                          |       | 36    |       |       |       |       | 0   |
| 78  | Bob Rowbottom           | Norton                          |       | 37    |       |       |       |       | 0   |
| 79  | Joe Glazebrook          | AJS                             |       | 38    |       |       |       |       | 0   |
| -   | Noel McCutcheon         | Norton                          |       | Ret   | Ret   | Ret   |       |       | 0   |
| -   | Martinus van Son        | Matchless                       | Ret   |       |       |       |       | Ret   | 0   |
| -   | Andy Aharonian          | BSA                             |       | Ret   |       |       |       |       | 0   |
| -   | Sven Andersson          | Norton                          |       |       |       |       |       | Ret   | 0   |
| -   | Piet Bakker             | Norton                          |       |       | Ret   |       |       |       | 0   |
| -   | John Banks              | Norton                          |       | Ret   |       |       |       |       | 0   |
| -   | Bill Beevers            | Norton                          |       | Ret   |       |       |       |       | 0   |
| -   | Raymond Bogaerdt        | Norton                          |       |       |       | Ret   |       |       | 0   |
| -   | Joe Brindley            | Norton                          |       | Ret   |       |       |       |       | 0   |
| -   | Stan Cameron            | AJS                             |       | Ret   |       |       |       |       | 0   |
| -   | Paolo Campanelli        | Gilera                          |       |       |       |       |       | Ret   | 0   |
| -   | Fabio Ceredi            | Moto Guzzi                      |       |       |       |       |       | Ret   | 0   |
| -   | Dave Chadwick           | Norton                          |       | Ret   |       |       |       |       | 0   |
| -   | Jacques Collot          | Norton                          | Ret   |       |       |       |       | Ret   | 0   |
| -   | Giuseppe Colango        | Moto Guzzi                      |       |       |       | Ret   |       |       | 0   |
| -   | Ronald Cousins          | Norton                          |       | Ret   |       |       |       |       | 0   |
| -   | René Deschamps          | Norton                          | Ret   |       |       |       |       |       | 0   |
| -   | Bob Ferguson            | Matchless                       |       | Ret   |       |       |       |       | 0   |
| -   | Enrico Galante          | Norton                          |       |       |       |       |       | Ret   | 0   |
| -   | Ulf Gate                | Norton                          |       | Ret   |       |       |       |       | 0   |
| -   | Martino Giani           | Gilera                          |       |       |       |       |       | Ret   | 0   |
| -   | Walter Hancock          | BSA                             |       | Ret   |       |       |       |       | 0   |
| -   | Eric Hinton             | Norton                          |       | Ret   |       |       |       |       | 0   |
| -   | Heinz Kauert            | Matchless                       | Ret   |       |       |       |       |       | 0   |
| -   | Rudolf Knees            | BMW                             | Ret   |       |       |       |       |       | 0   |
| -   | Guy Ligier              | Norton                          | Ret   |       |       |       |       |       | 0   |
| -   | Robert Lilley           | Norton                          |       | Ret   |       |       |       |       | 0   |
| -   | Giuseppe Mantelli       | Gilera                          |       |       |       |       |       | Ret   | 0   |
| -   | Kurt Maul               | Norton                          | Ret   |       |       |       |       |       | 0   |
| -   | Robert McCracken        | Norton                          |       |       |       |       | Ret   |       | 0   |
| -   | Bernard Morle           | Norton                          |       | Ret   |       |       |       |       | 0   |
| -   | Albert Moule            | Norton                          |       | Ret   |       |       |       |       | 0   |
| -   | Andrew Mustard          | BSA                             |       | Ret   |       |       |       |       | 0   |
| -   | Pierre Nicholas         | Norton                          |       |       |       | Ret   |       |       | 0   |
| -   | Jules Nies              | Norton                          |       |       |       | Ret   |       |       | 0   |
| -   | Frank Norris            | Norton                          |       | Ret   |       |       |       |       | 0   |
| -   | G. Northwood            | Norton                          |       | Ret   |       |       |       |       | 0   |
| -   | Grenville Pennington    | BSA                             |       | Ret   |       |       |       |       | 0   |
| -   | Harry Plews             | Norton                          |       | Ret   |       |       |       |       | 0   |
| -   | Brian Purslow           | Norton                          |       | Ret   |       |       |       |       | 0   |
| -   | Charlie Salt            | BSA                             |       | Ret   |       |       |       |       | 0   |
| -   | George Salt             | Norton                          |       | Ret   |       |       |       |       | 0   |
| -   | Karl-Heinz Scheifel     | Matchless                       | Ret   |       |       |       |       |       | 0   |
| -   | Toni Schmitz            | Norton                          | Ret   |       |       |       |       |       | 0   |
| -   | Brian Setchell          | Norton                          |       | Ret   |       |       |       |       | 0   |
| -   | Casper Swart            | Norton                          |       |       | Ret   |       |       |       | 0   |
| -   | Percy Tait              | Norton                          |       | Ret   |       |       |       |       | 0   |
| -   | Don Tickle              | Norton                          |       | Ret   |       |       |       |       | 0   |
| -   | Hermann Vogt            | Matchless                       | Ret   |       |       |       |       |       | 0   |
| -   | Danny Walker            | Norton                          |       | Ret   |       |       |       |       | 0   |
| -   | Trevor Williams         | Norton                          |       | Ret   |       |       |       |       | 0   |
| -   | Ian Yates               | Norton                          |       | Ret   |       |       |       |       | 0   |
| -   | Gianviottorio Ziglioli  | Moto Guzzi                      |       |       |       |       |       | Ret   | 0   |
| Pos | Pilot                   | Moto                            | GER · | IOM · | NED · | BEL · | ULS · | NAT · | Pts |

| Color   | Resultat                       |
| ------- | ------------------------------ |
| Or      | Guanyador                      |
| Argent  | 2n lloc                        |
| Bronze  | 3r lloc                        |
| Verd    | Va acabar sumant punts         |
| Blau    | Va acabar sense sumar punts    |
| Blau    | No classificat (NC)            |
| Porpra  | Es retirà (Ret o DNF)          |
| Vermell | No qualificat (NQ o DNQ)       |
| Vermell | No pre-qualificat (NPQ o DNPQ) |
| Negre   | Desqualificat (DSQ)            |
| Blanc   | No va començar (NVC o DNS)     |
| Blanc   | Abandonà (AB o WD)             |
| Blanc   | Retirat per lesió (LES)        |
| Blanc   | Cursa cancel·lada (C)          |
| Gris    | No va entrenar (NE o DNP)      |
| Gris    | No va arribar (NA o DNA)       |
| Gris    | Exclòs (EX)                    |

### 350 cc
| Posició | Pilot            | Moto       | Punts | Victòries |
| ------- | ---------------- | ---------- | ----- | --------- |
| 1       | Keith Campbell   | Moto Guzzi | 30    | 3         |
| 2       | Bob McIntyre     | Gilera     | 22    | 2         |
| 3       | Libero Liberati  | Gilera     | 22    | 1         |
| 4       | Keith Bryen      | Moto Guzzi | 12    | 0         |
| 5       | John Hartle      | Norton     | 11    | 0         |
| 6       | Giuseppe Colnago | Moto Guzzi | 7     | 0         |
| 7       | Bob Brown        | Gilera     | 6     | 0         |
| 8       | Alano Montanari  | Moto Guzzi | 5     | 0         |
| 9       | Helmut Hallmeier | NSU        | 4     | 0         |
| 10      | Jack Brett       | Norton     | 3     | 0         |
| 10      | Umberto Masetti  | MV Agusta  | 3     | 0         |
| 10      | Alfredo Milani   | Gilera     | 3     | 0         |
| 10      | John Surtees     | MV Agusta  | 3     | 0         |

### 250 cc
| Posició | Pilot             | Moto       | Punts | Victòries |
| ------- | ----------------- | ---------- | ----- | --------- |
| 1       | Cecil Sandford    | Mondial    | 26    | 2         |
| 2       | Tarquinio Provini | Mondial    | 16    | 2         |
| 3       | Sammy Miller      | Mondial    | 14    | 0         |
| 4       | Roberto Colombo   | MV Agusta  | 10    | 0         |
| 5       | John Hartle       | MV Agusta  | 8     | 1         |
| 5       | Carlo Ubbiali     | MV Agusta  | 8     | 1         |
| 7       | Luigi Taveri      | MV Agusta  | 8     | 0         |
| 8       | Dave Chadwick     | MV Agusta  | 7     | 0         |
| 9       | Enrico Lorenzetti | Moto Guzzi | 7     | 0         |
| 10      | Remo Venturi      | MV Agusta  | 6     | 0         |

### 125 cc
| Posició | Pilot              | Moto      | Punts | Victòries |
| ------- | ------------------ | --------- | ----- | --------- |
| 1       | Tarquinio Provini  | Mondial   | 30    | 3         |
| 2       | Luigi Taveri       | MV Agusta | 22    | 1         |
| 3       | Carlo Ubbiali      | MV Agusta | 22    | 2         |
| 4       | Sammy Miller       | Mondial   | 12    | 0         |
| 5       | Roberto Colombo    | MV Agusta | 11    | 0         |
| 6       | Cecil Sandford     | Mondial   | 9     | 0         |
| 7       | Remo Venturi       | MV Agusta | 6     | 0         |
| 8       | Fortunato Libanori | MV Agusta | 5     | 0         |
| 9       | František Bartoš   | ČZ        | 3     | 0         |
| 9       | Dave Chadwick      | MV Agusta | 3     | 0         |
| 9       | Horst Fügner       | MZ        | 3     | 0         |